# Teatro Municipal de Ouro Preto
El Teatro Municipal de Ouro Preto es un teatro ubicado en la ciudad brasileña de Ouro Preto, en el estado de Minas Gerais. Su nombre original era Casa da Ópera de Vila Rica, aunque se lo solía llamar simplemente Casa da Ópera.
Es el teatro más antiguo de Brasil, y a veces es considerado, según la fuente, como el más antiguo de América del Sur, de América Latina e incluso de todo el continente americano.

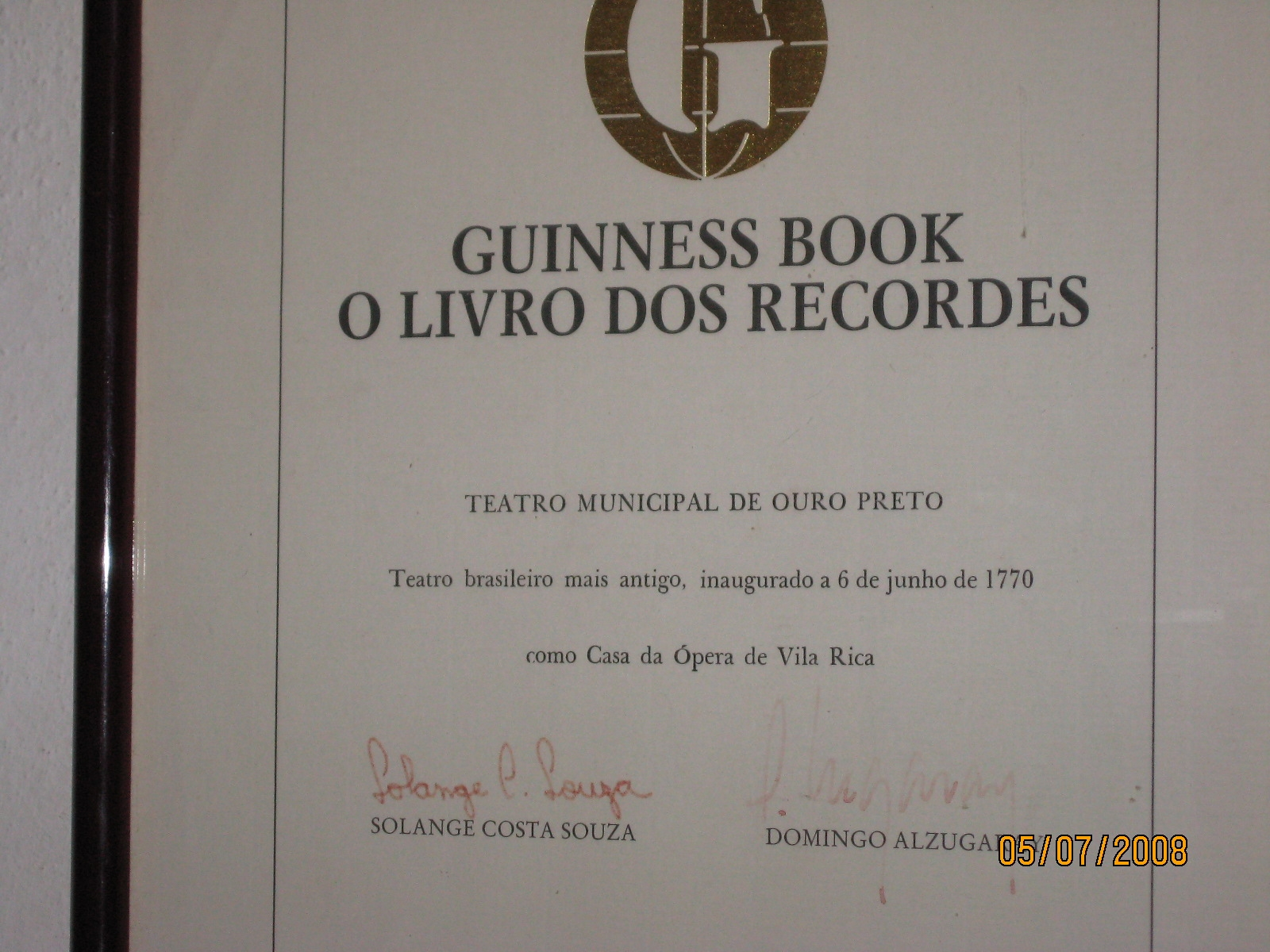
Teatro Municipal de Ouro Preto: Certificado del Libro Guinness, que lo reconoce como el teatro más antiguo de Brasil.

La construcción del teatro concluyó en el año 1769, y fue inaugurado el 6 de junio de 1770. El constructor y propietario original de la obra fue João de Souza Lisboa.